# W okopach Stalingradu (film)
W okopach Stalingradu (ros. Солдаты) – radziecki film wojenny z 1956 roku w reż. Aleksandra Iwanowa na motywach powieści Wiktora Niekrasowa pod tym samym tytułem. Film występuje również pod dosłownym tłumaczeniem rosyjskiego tytułu Żołnierze.

## Opis fabuły
Lato 1942 na Ukrainie. Armie radzieckie cofają się pod naporem atakujących wojsk niemieckich. Główny bohater – lejtnant Kierżencew wraz z dwójką towarzyszy Walegą i Siedychem, po rozbiciu ich jednostki docierają do Stalingradu. Tu otrzymują przydział do jednej z nowo formowanych jednostek – batalionu nad którym dowództwo obejmuje Kierżencew. Wkrótce pod miasto podchodzą oddziały niemieckie i trzej przyjaciele ponownie biorą udział w walkach z przeważającymi siłami wroga. Pewnej nocy, podczas ostrzału artyleryjskiego Kierżencew zostaje ciężko ranny i na wiele tygodni trafia do szpitala. Świadomość, że jego towarzysze walczą, gdy on leży bezczynnie w szpitalu nie daje mu spokoju i w końcu ucieka na front. Kiedy wreszcie dociera do macierzystej jednostki, oddziały niemieckie dogorywają zamknięte w kotle, a jego dawni towarzysze, witają go serdecznie.

## Główne role
- Wsiewołod Safonow – lejtn. Kierżencew
- Innokientij Smoktunowski – Farber
- Tamara Łoginowa – Lusia
- Leonid Kmit – Czumak
- Nikołaj Pogodin – Karnauchow
- Ludmiła Markelia – Marusia
- Jurij Sołowiow – Walega
- Władisław Kowalkow – Siedych
- Boris Iliasow – kpt. Abrosimow